# سالم بن زابية
سالم المهدي رمضان بن زابية فنان ومطرب و أعلامي ليبي من المطربين الليبيين الذين أثروا المكتبة الفنية الليبية، والعربية بالعديد من الأغاني التي خلدها تاريخ الغناء في ليبيا.
ولد الفنان سالم بن زابية في مدينة درنة شرق ليبيا يوم 28 / 12 / 1942، تحصل على الثانوية العامة عام 1960، عمل بقطاع خدمات المالية ( الخزانة ) في مدينة البيضاء في فترة الستينيات.
بدا حياته بتلاوة وتجويد القران الكريم في مساجد مدينة درنة.

## مسيرته الفنية
في عام 1951 كانت بدايته الفنية والصحفية و في مجال التنكر، وعضواً في صحيفة الاتحاد ( بنادي الأفريقي ) حالياً، ومن ثم تعلم آلة الاكرديون الذي اشتراه له رفيقه وابن عمه الفنان الـراحل خليفة بن زابية.
ساهم في تأسيس فرقة درنة للفنون الشعبية وكلف مديراً لها من عام 1970 حتى 1977.
إضافة إلى فنه لاغنائي كان الفنان سالم بن زابية يُجيد العزف على العديد من الآلات الموسيقية منها ( العود – الاورج – القانون – الاكرديون)
كما ساهم في تأسيس صحيفة الشلال في مدينة درنة.

## أعماله
لدى سالم بن زابية رصيد كبير من الأغاني عرضت عبر القنوات المرئية والإذاعات المسموعة الليبية والعربية منها :
- دارن لنظار – كامي صوب - في غيتك لاموني – فرح عزيز – نا ريدك - اللي بينا – كيف ياحبيب - أنت تبر - يعشم فيك – يهديه الله – غلاك اسنين –لو بخاطري – أتعينك ليام – فرح عزيز – الحلامة - بعد الغياب - مايلتام – يالعين ماتبقي – ياعز الغوالي – وين أنلوم – والله تذكريني – ماتغالط نفسك – لو دمع – نا ياخوفي - اللي قالولك – ما تلوميني - رزق العين – قولولها –لا تنشديني –يهديه الله – لتوصيفك - مازال لنا.[2]

شارك في ملحمة وأوبريت رحلة نغم الليبية عام 1977 و هو عمل فني ضخم ونجح نجاحا فاق كل التوقعات قام بالاعداد له الفنان محمد حسن لحنا وموسيقى مع الشاعر فضل المبروك كمؤلف للكلمات ودلك سنة 1976 و استغرق اعداد العمل ما يقارب السنة وشارك في الغناء إلى جانب محمد حسن مجموعة من الفنانين وهم محمد السيليني واشرف محفوظ وسالم بن زابية ولطفي العارف ومصطفى طالب وفهيم حسين والفنانتين عبير وتونس مفتاح.
• طُرح له عدد 3 البومات في الأسواق
1. بعنوان ما تغالط نفسك ويضم 6 أغاني.
2. بعنوان شعبيات ويضم 5 أعمال غنائية شعبية قديمة.
3. بعنوان فرح عزيز ويضم 6 أعمال غنائية.

- منذ السبعينيات واصل مشور ه في الموسيقى والتنكر بالعديد من الفرق المسرحية بدرنة وبنغازي

- شارك في مجال التمثيل التلفزيوني في الأعمال ( اليتيمة – الأم - رحلة مع الأيام ) في السبعينات
- كلف رئيساً فخرياً للمهرجان الأول لشعر الأغنية الليبية في دورته الأولى ( الشاعر فرج المذبل ) في عام 2007 المقام في درنة وتم تكريمه آنا ذاك.
- كلف في العديد من المهرجانات كعضواً للجان التحكيم في مهرجانات الأغنية الليبية للمواهب على مستوى ليبيا ومهرجان الأغنية للمواهب على مستوى مدينتي سبها وغريان ومهرجان الفنون الشعبية المقام في مدينتي شحات والبيضاء.

تتلمذ علي يده العديد من الفنانين من أشهرهم الفنان مصطفى البتير.

## وفاته
توفي الفنان سالم بن زابية في مدينة درنة يوم 28 / 8 / 2013 بعد صراع مع المرض ونعته وزارة الثقافة الليبية.